# Prolepsis fax
Prolepsis fax is een vliegensoort uit de familie van de roofvliegen (Asilidae). De wetenschappelijke naam van de soort is voor het eerst geldig gepubliceerd in 1881 door Lynch Arribálzaga.